# Elección de alcalde de Nueva York de 2021
La elección de alcalde de la ciudad de Nueva York de 2021 consistió en primarias demócratas y republicanas el 22 de junio de 2021, seguidas de una elección general realizada el 2 de noviembre de 2021. Las primarias fueron las primeras elecciones primarias de alcalde de la ciudad de Nueva York en utilizar la opción de clasificación (arriba a cinco filas), votación de segunda vuelta instantánea, a diferencia de la votación por mayoría de las primarias anteriores.
El alcalde titular de la ciudad de Nueva York, Bill de Blasio, tiene prohibido postularse para un tercer mandato por límites de mandato.
Para mayo de 2021, trece candidatos se habían clasificado para las primarias del Partido Demócrata y dos para las primarias del Partido Republicano. También hay campañas independientes y de partidos minoritarios para las elecciones generales de noviembre.

## Antecedentes
La ciudad de Nueva York utilizó la representación proporcional (voto único transferible) desde 1937 hasta 1947. Este sistema produjo beneficios para los votantes y eligió un consejo municipal más diverso que el que se había producido con el sistema de votación mayoritaria uninominal antes y después.
En 2019, los votantes de la ciudad de Nueva York aprobaron la Pregunta Electoral N.° 1 para enmendar la Carta de la Ciudad y "dar a los votantes la opción de clasificar hasta cinco candidatos en las elecciones primarias y especiales para alcalde, defensor público, contralor, presidente de distrito y concejo municipal a partir de enero de 2021".La primera elección en la ciudad que utilizó el voto por orden de preferencia (segunda vuelta instantánea) fue en el distrito 24 del concejo de Queens, que tuvo lugar el 2 de febrero de 2021.Esta fue la primera vez que se utilizó el voto por orden de preferencia en las elecciones a la alcaldía de la ciudad de Nueva York.
En 2019, periodistas y comentaristas políticos predijeron varios candidatos potenciales a la alcaldía de 2021, entre ellos el presidente del distrito de Brooklyn, Eric Adams, el presidente del distrito del Bronx, Rubén Díaz Jr., el presidente del Concejo de la ciudad de Nueva York, Corey Johnson, el contralor de la ciudad de Nueva York, Scott Stringer, y el defensor público de la ciudad de Nueva York, Jumaane Williams.
El actual alcalde de la ciudad de Nueva York, Bill de Blasio, no pudo aspirar a un tercer mandato debido a los límites de mandato.
Para mayo de 2021, trece candidatos se habían clasificado para las primarias del Partido Demócrata y dos para las del Partido Republicano. También hubieron campañas de partidos minoritarios e independientes para las elecciones generales de noviembre.

## Primarias demócratas
Las encuestas realizadas a finales de enero y principios de febrero de 2021 mostraron al empresario Andrew Yang como el favorito en las primarias demócratas, con Adams en segundo lugar y Stringer en tercer lugar.
En abril, Scott Stringer fue acusado de abuso sexual por parte de Jean Kim.Stringer negó las acusaciones, alegando que la relación había sido consensuada.En junio, una segunda mujer lo acusó de conducta sexual inapropiada.
El 5 de mayo de 2021, Politico informó que una encuesta reciente reveló que Eric Adams lideraba las primarias demócratas; esta fue la primera vez desde enero que un candidato demócrata distinto de Yang lideraba una encuesta pública.El 7 de junio, Spectrum News informó que Adams mantenía la ventaja en las primarias demócratas.
El 6 de julio, Associated Press informó que Adams había ganado las primarias demócratas.The Guardian afirmó que Adams, un "ex capitán de policía", se había impuesto "tras apelar al centro político y prometer encontrar el equilibrio adecuado entre la lucha contra la delincuencia y el fin de la injusticia racial en la policía".Un informe anterior de The New York Times afirmó que Adams se había presentado como un "desvalido de la clase trabajadora" y había "insistido en el mensaje de que era el único candidato capaz de abordar tanto la delincuencia como la reforma policial".

### Candidatos

#### Candidato oficial
- Eric Adams, presidente del distrito de Brooklyn, exsenador del estado de Nueva York por el distrito 20 (2007-2013), excapitán del Departamento de Policía de Nueva York[23][24]

#### Eliminado en las primarias
- Art Chang, exdirector gerente de JPMorgan Chase, fundador de NYC Votes[25]
- Shaun Donovan, exdirector de la Oficina de Administración y Presupuesto de los Estados Unidos (2014-2017), secretario de Vivienda y Desarrollo Urbano de los Estados Unidos (2009-2014), excomisionado del Departamento de Preservación y Desarrollo de Vivienda de la Ciudad de Nueva York (2004-2008)[26]
- Aaron Foldenauer, abogado[27][28]
- Kathryn García, excomisionada del Departamento de Sanidad de la Ciudad de Nueva York (2014-2020), expresidenta interina y directora ejecutiva de la Autoridad de Vivienda de la Ciudad de Nueva York (2019), exdirectora de Operaciones del Departamento de Protección Ambiental de la Ciudad de Nueva York (2012-2014)[29][30]
- Ray McGuire, exejecutivo de Citigroup[31][32]
- Dianne Morales, exdirectora ejecutiva de una organización de servicios sociales sin fines de lucro, exmaestra de escuela[33][34]
- Paperboy Love Prince, rapero de Brooklyn[35]
- Scott Stringer, contralor de la ciudad de Nueva York, expresidente del distrito de Manhattan (2006-2013), exasambleísta del distrito 67 (1993-2005)[36][37][38]
- Joycelyn Taylor, directora ejecutiva de TaylorMade Contracting[27][39]
- Maya Wiley, profesora de The New School, expresidenta de la Junta de Revisión de Quejas Civiles de la Ciudad de Nueva York (2016–2017), exasesora legal de Bill de Blasio, y exabogada de la ACLU y del Fondo de Defensa Legal de la NAACP.[40]
- Isaac Wright Jr., abogado[41]
- Andrew Yang, candidato a la presidencia de los Estados Unidos en 2020, ex embajador presidencial para el emprendimiento global (2015-2017), fundador de Venture for America[42][43][44][45]

#### Candidatos por escrito que no calificaron para acceder a la boleta
- Nickie Kane, diseñadora web, emprendedora y estudiante de asistente legal en la Universidad Municipal de Nueva York[46][47]
- Eddie Cullen, empresario tecnológico y profesor de la Universidad Purdue[47]
- Thomas Downs, trabajador de restaurante[48]
- Guiddalia Emilien, agente inmobiliario y propietaria de una pequeña empresa[49]
- Garry Guerrier, paramédico y enfermero[32]
- Max Kaplan, director de redes sociales en Talent Resources[10][50]
- Barbara Kavovit, directora ejecutiva de Evergreen Construction y exmiembro del elenco de Real Housewives of New York City[51]
- Ira Seidman, científico de datos[49]
- Ahsan Syed, candidato a la alcaldía de Nueva York en 2017[32]

#### Retirados
- Michael DeName, excandidato presidencial independiente de Estados Unidos[50][52]
- Rubén Díaz Jr., presidente del distrito del Bronx (2009-2021), ex asambleísta del estado de Nueva York (1997-2009) (respaldó a Eric Adams)[53][54][55]
- Quanda S. Francis, presidenta de Sykes Capital Management (se retiró para presentarse como independiente)[32]
- Zach Iscol, empresario, veterano del Cuerpo de Marines de los Estados Unidos (postulado para contralor de la ciudad de Nueva York; perdió las elecciones)[56]
- Corey Johnson, presidente del Consejo de la Ciudad de Nueva York (2018-presente), concejal de la Ciudad de Nueva York por el tercer distrito (2014-presente) (postulado para contralor de la Ciudad de Nueva York, perdió las elecciones)[36][57][58]
- Carlos Menchaca, concejal de la ciudad de Nueva York por el distrito 38 de Brooklyn (2013-presente) (respaldó a Andrew Yang)[59][60]
- Julia Qing Reaves, activista LGBT+[61][62]
- Stephen Bishop Seely, actor[32]
- Loree Sutton, excomisionada del Departamento de Servicios para Veteranos de la Ciudad de Nueva York (2017-2019), exgeneral de brigada del Ejército de EE. UU.[63][64](respaldó a Kathryn García)[65]

#### Rechazaron postular
- Andy Byford, expresidente de la Autoridad de Tránsito de la Ciudad de Nueva York (2018-2020)[66]
- Melinda Katz, fiscal de distrito del condado de Queens (2020-presente), presidenta del distrito de Queens (2014-2020), concejal de la ciudad de Nueva York por el distrito 29 (2002-2009), asambleísta del estado de Nueva York por el distrito 28 (1994-1999)[67]
- Melissa Mark-Viverito, expresidenta del Consejo de la Ciudad de Nueva York (2014-2017)[67]
- Alexandria Ocasio-Cortez, representante de EE. UU. por el 14.º distrito congresional de Nueva York (2019-presente) (respaldó a Maya Wiley)[68][69][70]
- Christine Quinn, expresidenta del Consejo de la Ciudad de Nueva York (2006-2013)[71][72]
- Max Rose, exrepresentante de los Estados Unidos por el 11.º distrito congresional de Nueva York (2019-2021) (formó un comité exploratorio, pero no se presentó)[73][74][75][76]
- Ritchie Torres, representante de EE. UU. por el 15.º distrito congresional de Nueva York (2021-presente) (respaldó a Andrew Yang)[77][78]
- Jumaane Williams, Defensor Público de la Ciudad de Nueva York (2019-presente), exconcejal de la Ciudad de Nueva York por el distrito 45 (2010-2019) (postulándose a la reelección como Defensor Público de la Ciudad de Nueva York)[79][80](respaldó a Maya Wiley)[81]
- Jeff Zucker, presidente de WarnerMedia News & Sports (2019-presente)[82][83]

### Resultados por ronda
| Elecciones primarias demócratas para la alcaldía de la ciudad de Nueva York de 2021 | Elecciones primarias demócratas para la alcaldía de la ciudad de Nueva York de 2021 | Elecciones primarias demócratas para la alcaldía de la ciudad de Nueva York de 2021 | Elecciones primarias demócratas para la alcaldía de la ciudad de Nueva York de 2021 | Elecciones primarias demócratas para la alcaldía de la ciudad de Nueva York de 2021 | Elecciones primarias demócratas para la alcaldía de la ciudad de Nueva York de 2021 | Elecciones primarias demócratas para la alcaldía de la ciudad de Nueva York de 2021 | Elecciones primarias demócratas para la alcaldía de la ciudad de Nueva York de 2021 | Elecciones primarias demócratas para la alcaldía de la ciudad de Nueva York de 2021 | Elecciones primarias demócratas para la alcaldía de la ciudad de Nueva York de 2021 | Elecciones primarias demócratas para la alcaldía de la ciudad de Nueva York de 2021 | Elecciones primarias demócratas para la alcaldía de la ciudad de Nueva York de 2021 | Elecciones primarias demócratas para la alcaldía de la ciudad de Nueva York de 2021 | Elecciones primarias demócratas para la alcaldía de la ciudad de Nueva York de 2021 | Elecciones primarias demócratas para la alcaldía de la ciudad de Nueva York de 2021 | Elecciones primarias demócratas para la alcaldía de la ciudad de Nueva York de 2021 | Elecciones primarias demócratas para la alcaldía de la ciudad de Nueva York de 2021 |
| Candidato                                                                           | Ronda 1                                                                             | Ronda 1                                                                             | Ronda 2                                                                             | Ronda 2                                                                             | Ronda 3                                                                             | Ronda 3                                                                             | Ronda 4                                                                             | Ronda 4                                                                             | Ronda 5                                                                             | Ronda 5                                                                             | Ronda 6                                                                             | Ronda 6                                                                             | Ronda 7                                                                             | Ronda 7                                                                             | Ronda 8                                                                             | Ronda 8                                                                             |
| Candidato                                                                           | Votos                                                                               | %                                                                                   | Votos                                                                               | %                                                                                   | Votos                                                                               | %                                                                                   | Votos                                                                               | %                                                                                   | Votos                                                                               | %                                                                                   | Votos                                                                               | %                                                                                   | Votos                                                                               | %                                                                                   | Votos                                                                               | %                                                                                   |
| ----------------------------------------------------------------------------------- | ----------------------------------------------------------------------------------- | ----------------------------------------------------------------------------------- | ----------------------------------------------------------------------------------- | ----------------------------------------------------------------------------------- | ----------------------------------------------------------------------------------- | ----------------------------------------------------------------------------------- | ----------------------------------------------------------------------------------- | ----------------------------------------------------------------------------------- | ----------------------------------------------------------------------------------- | ----------------------------------------------------------------------------------- | ----------------------------------------------------------------------------------- | ----------------------------------------------------------------------------------- | ----------------------------------------------------------------------------------- | ----------------------------------------------------------------------------------- | ----------------------------------------------------------------------------------- | ----------------------------------------------------------------------------------- |
| Eric Adams                                                                          | 289,403                                                                             | 30.7%                                                                               | 289,603                                                                             | 30.8%                                                                               | 290,055                                                                             | 30.8%                                                                               | 291,806                                                                             | 31.2%                                                                               | 295,798                                                                             | 31.7%                                                                               | 317,092                                                                             | 34.6%                                                                               | 354,657                                                                             | 40.5%                                                                               | 404,513                                                                             | 50.4%                                                                               |
| Kathryn Garcia                                                                      | 184,463                                                                             | 19.6%                                                                               | 184,571                                                                             | 19.6%                                                                               | 184,669                                                                             | 19.6%                                                                               | 186,731                                                                             | 19.9%                                                                               | 191,876                                                                             | 20.5%                                                                               | 223,634                                                                             | 24.4%                                                                               | 266,932                                                                             | 30.5%                                                                               | 397,316                                                                             | 49.6%                                                                               |
| Maya Wiley                                                                          | 201,127                                                                             | 21.4%                                                                               | 201,193                                                                             | 21.4%                                                                               | 201,518                                                                             | 21.4%                                                                               | 206,013                                                                             | 22.0%                                                                               | 209,108                                                                             | 22.4%                                                                               | 239,174                                                                             | 26.1%                                                                               | 254,728                                                                             | 29.1%                                                                               | Eliminado                                                                           | Eliminado                                                                           |
| Andrew Yang                                                                         | 115,130                                                                             | 12.2%                                                                               | 115,301                                                                             | 12.2%                                                                               | 115,502                                                                             | 12.3%                                                                               | 118,808                                                                             | 12.6%                                                                               | 121,597                                                                             | 13.0%                                                                               | 135,686                                                                             | 14.8%                                                                               | Eliminado                                                                           | Eliminado                                                                           | Eliminado                                                                           | Eliminado                                                                           |
| Scott Stringer                                                                      | 51,778                                                                              | 5.5%                                                                                | 51,850                                                                              | 5.5%                                                                                | 51,951                                                                              | 5.5%                                                                                | 53,599                                                                              | 5.7%                                                                                | 56,723                                                                              | 6.1%                                                                                | Eliminado                                                                           | Eliminado                                                                           | Eliminado                                                                           | Eliminado                                                                           | Eliminado                                                                           | Eliminado                                                                           |
| Dianne Morales                                                                      | 26,495                                                                              | 2.8%                                                                                | 26,534                                                                              | 2.8%                                                                                | 26,645                                                                              | 2.8%                                                                                | 30,157                                                                              | 3.2%                                                                                | 30,933                                                                              | 3.3%                                                                                | Eliminado                                                                           | Eliminado                                                                           | Eliminado                                                                           | Eliminado                                                                           | Eliminado                                                                           | Eliminado                                                                           |
| Raymond McGuire                                                                     | 25,242                                                                              | 2.7%                                                                                | 25,272                                                                              | 2.7%                                                                                | 25,418                                                                              | 2.7%                                                                                | 26,361                                                                              | 2.8%                                                                                | 27,934                                                                              | 3.0%                                                                                | Eliminado                                                                           | Eliminado                                                                           | Eliminado                                                                           | Eliminado                                                                           | Eliminado                                                                           | Eliminado                                                                           |
| Shaun Donovan                                                                       | 23,167                                                                              | 2.5%                                                                                | 23,189                                                                              | 2.5%                                                                                | 23,314                                                                              | 2.5%                                                                                | 24,042                                                                              | 2.6%                                                                                | Eliminado                                                                           | Eliminado                                                                           | Eliminado                                                                           | Eliminado                                                                           | Eliminado                                                                           | Eliminado                                                                           | Eliminado                                                                           | Eliminado                                                                           |
| Aaron Foldenauer                                                                    | 7,742                                                                               | 0.8%                                                                                | 7,758                                                                               | 0.8%                                                                                | 7,819                                                                               | 0.8%                                                                                | Eliminado                                                                           | Eliminado                                                                           | Eliminado                                                                           | Eliminado                                                                           | Eliminado                                                                           | Eliminado                                                                           | Eliminado                                                                           | Eliminado                                                                           | Eliminado                                                                           | Eliminado                                                                           |
| Art Chang                                                                           | 7,048                                                                               | 0.7%                                                                                | 7,064                                                                               | 0.8%                                                                                | 7,093                                                                               | 0.8%                                                                                | Eliminado                                                                           | Eliminado                                                                           | Eliminado                                                                           | Eliminado                                                                           | Eliminado                                                                           | Eliminado                                                                           | Eliminado                                                                           | Eliminado                                                                           | Eliminado                                                                           | Eliminado                                                                           |
| Paperboy Prince                                                                     | 3,964                                                                               | 0.4%                                                                                | 4,007                                                                               | 0.4%                                                                                | 4,060                                                                               | 0.4%                                                                                | Eliminado                                                                           | Eliminado                                                                           | Eliminado                                                                           | Eliminado                                                                           | Eliminado                                                                           | Eliminado                                                                           | Eliminado                                                                           | Eliminado                                                                           | Eliminado                                                                           | Eliminado                                                                           |
| Joycelyn Taylor                                                                     | 2,662                                                                               | 0.3%                                                                                | 2,683                                                                               | 0.3%                                                                                | 2,780                                                                               | 0.3%                                                                                | Eliminado                                                                           | Eliminado                                                                           | Eliminado                                                                           | Eliminado                                                                           | Eliminado                                                                           | Eliminado                                                                           | Eliminado                                                                           | Eliminado                                                                           | Eliminado                                                                           | Eliminado                                                                           |
| Isaac Wright Jr.                                                                    | 2,242                                                                               | 0.2%                                                                                | 2,254                                                                               | 0.2%                                                                                | Eliminado                                                                           | Eliminado                                                                           | Eliminado                                                                           | Eliminado                                                                           | Eliminado                                                                           | Eliminado                                                                           | Eliminado                                                                           | Eliminado                                                                           | Eliminado                                                                           | Eliminado                                                                           | Eliminado                                                                           | Eliminado                                                                           |
| Candidato por escrito                                                               | 1,568                                                                               | 0.2%                                                                                | Eliminado                                                                           | Eliminado                                                                           | Eliminado                                                                           | Eliminado                                                                           | Eliminado                                                                           | Eliminado                                                                           | Eliminado                                                                           | Eliminado                                                                           | Eliminado                                                                           | Eliminado                                                                           | Eliminado                                                                           | Eliminado                                                                           | Eliminado                                                                           | Eliminado                                                                           |
| Papeletas inactivas                                                                 | 0 papeletas                                                                         | 0 papeletas                                                                         | 752 papeletas                                                                       | 752 papeletas                                                                       | 1,207 papeletas                                                                     | 1,207 papeletas                                                                     | 5,314 papeletas                                                                     | 5,314 papeletas                                                                     | 8,062 papeletas                                                                     | 8,062 papeletas                                                                     | 26,445 papeletas                                                                    | 26,445 papeletas                                                                    | 65,714 papeletas                                                                    | 65,714 papeletas                                                                    | 140,202 papeletas                                                                   | 140,202 papeletas                                                                   |

## Primarias republicanas

#### Principales candidatos
Dos candidatos aparecieron en la boleta de las primarias republicanas:
| Candidato      | Experiencia                                                    | Logo de campaña |
| -------------- | -------------------------------------------------------------- | --------------- |
| Fernando Mateo | Fundador de la Federación de Taxistas del Estado de Nueva York | [ 84 ]          |
| Curtis Sliwa   | Fundador del programa de entrevistas Guardian Angels Radio     | [ 85 ]          |

Curtis Sliwa se presentó en una plataforma oponiéndose al movimiento Defund the Police , apoyando una reforma del impuesto a la propiedad para que los ciudadanos ricos paguen más en comparación con los residentes de clase trabajadora, manteniendo el Examen de Admisión a la Escuela Secundaria Especializada mientras aumenta las oportunidades de capacitación vocacional en las escuelas autónomas, y enfocándose en la moderación fiscal.También se opone a la matanza de animales no deseados y apoya convertir todos los refugios de animales en refugios donde no se mate a los animales.

#### No pudieron calificar para el acceso a la boleta
- Abbey Laurel-Smith, empresaria[50]
- Adam Oremland, abogado y personalidad de las redes sociales[90]
- Bill Pepitone, oficial retirado del Departamento de Policía de Nueva York (se presentó como candidato por el Partido Conservador)[91]
- Sara Tirschwell, directora financiera de Foundation House[92]

#### Retirados
- Cleopatra Fitzgerald, activista[93]
- Christopher Scott Krietchman, empresario[94]

#### Rechazaron postular
- Nicole Gelinas, investigadora del Manhattan Institute[95]
- Andrew Giuliani, hijo de Rudy Giuliani, ex asistente especial del presidente, ex director asociado de la Oficina de Participación Pública de la Casa Blanca[96](se postuló para gobernador en 2022)
- Randy Levine, presidente de los New York Yankess[97]
- Kelly Kennedy Mack, presidenta de Corcoran Sunshine Marketing Group[98]
- Scherie Murray, empresaria, candidata a la Asamblea del Estado de Nueva York en 2015, candidata al Distrito 14 de Nueva York[99]
- David B. Samadi, urólogo[100]
- Eric Ulrich, concejal de la ciudad de Nueva York (2009-presente)[101][102]

### Resultados
| Partido               | Candidato             | Votos  | Porcentaje de votos (%) |
| --------------------- | --------------------- | ------ | ----------------------- |
| Republicano           | Curtis Sliwa          | 40,794 | 67,9                    |
| Republicano           | Fernando Mateo        | 16,719 | 27,8                    |
| Candidato por escrito | Candidato por escrito | 2,536  | 4.2                     |
| Total de votos        | Total de votos        | 60,049 | 100%                    |

## Terceros partidos

### Partido Conservador

#### Candidato oficial
- Bill Pepitone, oficial retirado del Departamento de Policía de Nueva York[104]

### Partido de Familias Trabajadoras

#### Candidatos
- Ningún candidato nominado[105]

#### Rechazaron postular
- Deborah Axt, exdirectora de Make the Road New York[106]
- Maya Wiley, profesora de The New School[107]

### Partido del Empoderamiento

#### Candidato oficial
- Quanda S. Francis, presidenta y contable de Sykes Capital Management[107]

### Partido Libertario
Candidato oficial
- Stacey Prussman, activista y comediante[108]

### Partido por el Socialismo y la Liberación

#### Candidato
- Cathy Rojas, profesora y activista socialista[109]

### Independientes

#### Declarados
- Thomas Downs, activista[110]
- Quanda Francis, presidenta de Sykes Capital Management[46]
- Christopher Scott Krietchman[111]